# Himmelspolizey
Die Himmelspolizey war eine internationale Kooperation zahlreicher europäischer Sternwarten zur systematischen Suche nach vermuteten bzw. „verschollenen“ Himmelskörpern. Sie wurde im Jahr 1800 auf dem zweiten europäischen Astronomenkongress gegründet.
Schon auf dem ersten Astronomenkongress 1798 hatte der französische Mathematiker Jérôme Lalande eine koordinierte Suche gefordert, für die jede beteiligte Sternwarte ein bestimmtes Stück des Himmels übernehmen sollte.

## Mitglieder
Der Name „Himmelspolizey“ bezeichnet üblicherweise die Gruppe von 24 Männern, die Franz Xaver von Zach (er selbst ist dabei einzuschließen) einlud, an der Suche teilzunehmen nach zusätzlichen Planeten in der Region, die später als Asteroidengürtel bekannt werden sollte. Nicht alle Eingeladenen nahmen aktiv an der Suche teil, und andere, die an dem Problem mitarbeiteten, oft in Begleitung der Himmelspolizey, wie etwa Friedrich Bessel, sind in dieser Gruppe nicht enthalten. Die kanonische Liste der 24 Mitglieder ist (nach Ländern des vornehmlichen Aufenthalts sortiert):
Deutschland
- Johann Elert Bode
- Johann Sigismund Gottfried Huth
- Georg Simon Klügel
- Julius August Koch
- Johann Friedrich Wurm
- Ferdinand Adolf Freiherr von Ende
- Johann Gildemeister
- Karl Ludwig Harding
- Heinrich Wilhelm Matthias Olbers
- Johann Hieronymus Schröter
- Franz Xaver von Zach

Österreich
- Johann Tobias Bürg

Dänemark
- Thomas Bugge

Schweden
- Daniel Melanderhjelm
- Jöns Svanberg

Russland
- Friedrich Theodor von Schubert

Frankreich
- Johann Karl Burckhardt
- Pierre Méchain
- Charles Messier
- Joseph Thulis

England
- Nevil Maskelyne
- William Herschel

Italien
- Barnaba Oriani
- Giuseppe Piazzi

## Aufgaben der Organisation
Wichtigste Aufgabe der Himmelspolizey war die planmäßige Durchmusterung des Sternhimmels im Umkreis der Ekliptik, um einen zwischen Mars- und Jupiterbahn vermuteten kleinen Planeten zu finden. Die Existenz dieses Himmelskörpers wurde u. a. aus der Titius-Bode-Reihe gefolgert, einer geometrischen Reihe der Bahnradien von Merkur bis Uranus, die bei 2,8 Astronomischen Einheiten eine Lücke aufweist. Bereits Kepler hatte in seiner Himmelsharmonie dort einen noch unbekannten Planeten postuliert.
Das zweite Arbeitsgebiet war die Ergänzung und Verbesserung der erst lückenhaft vorhandenen Sternkataloge – eine Voraussetzung, um neue Objekte mit Sicherheit zu identifizieren und später ihre genaue Bahn berechnen zu können.
Die in der Organisation tätigen Sternwarten verteilten sich über alle größeren Länder Europas, mit dem Schwerpunkt in Deutschland, Österreich und Italien. Mehrere Observatoren stellte auch die Astronomische Gesellschaft zur Verfügung, zu deren Gründungsmitgliedern Franz Xaver von Zach und Johann Hieronymus Schroeter gehörten.
Zur koordinierten Suche der „Himmelspolizey“ teilte man den Bereich um die Ekliptik (d. h. die Umgebung der Tierkreiszeichen) in 24 Abschnitte. Jeder dieser Abschnitte wurde einer Sternwarte zugeteilt, die ihn nach dem Planeten absuchen sollte. Wilhelm Olbers, der Entdecker von Kleinplanet Nr. 2 und 4, und Lalande plädierten allerdings für ausgedehntere Suchfelder an einigen Stellen des Himmels.

### Suche nach den ersten Kleinplaneten
Initiator der Gründung waren der deutsch-österreichische Astronom Franz Xaver von Zach, der auch den ersten Astronomenkongress 1798 in Gotha organisiert hatte, und der Amateurastronom Johann Hieronymus Schroeter, der nördlich von Bremen in Lilienthal eine sehr leistungsfähige Sternwarte mit professioneller Instrumentierung besaß. An der Himmelspolizey beteiligten sich von Beginn an ein Dutzend europäischer Sternwarten, um koordiniert nach dem bereits von Johannes Kepler postulierten „achten Planeten“ zu suchen.
Die Gründung der Forschungsgruppe erklärt sich auch durch den damaligen Zustand der Kommunikationsstrukturen in den Naturwissenschaften, deren Entdeckungen noch kaum über Publikationsorgane, sondern vor allem im Briefverkehr der Wissenschaftler kundgemacht wurden.
Die neue Überwachungsorganisation führte schon zur Jahreswende 1800/1801 – wenngleich durch einen glücklichen Zufall – zur Entdeckung des ersten und größten Planetoiden (1) Ceres durch Giuseppe Piazzi. Der erste gemeinschaftliche Erfolg der Gruppe war die schwierige Wiederauffindung der Ceres Ende 1801 nach ihrem langen Bahnstück hinter der Sonne, zu deren Zweck Gauß die Theorie der Bahnbestimmung entwickelt hatte. Die Sichtung selbst erfolgte fast gleichzeitig durch F. X. Zach (Gotha) und Wilhelm Olbers (Bremen). Olbers gelang bald darauf die Entdeckung des zweiten Planetoiden (2) Pallas und 1807 jene von (4) Vesta; 1804 hatte Schröters Assistent Harding den dritten Kleinplaneten (3) Juno entdeckt. Die Erfolge Olbers’ beruhen u. a. darauf, dass er sich auf Regionen der Sternbilder Jungfrau und Walfisch konzentrierte.

### Bessere Sternkataloge
Weitere Forschungsprojekte diskutierte auch die knapp vor der Himmelspolizey gegründete Vereinigte Astronomische Gesellschaft. Diese zunächst lose Vereinigung führender Astronomen setzte sich u. a. das Ziel, genauere Sternkataloge und bessere himmelskundliche Grundlagen der Koordinatensysteme zu erarbeiten. Auch sollte das astronomische Interesse der Allgemeinheit und die Verbreitung entsprechenden Fachwissens gefördert werden.
Die Forderung nach genaueren Sternkatalogen ergab sich aus zwei Gründen:
- der Notwendigkeit, die Positionen auch schwacher (nicht mehr freiäugig sichtbarer) Sterne am Himmel zu vermessen, um bewegte kleine Himmelskörper überhaupt erst entdecken zu können,
- gute Definition von Himmelskoordinaten als Basis für die genaue Bahnbestimmung der neu entdeckten Himmelskörper.

Bei solcher Arbeit an einem Ausschnitt seines Sternkatalogs gelang G. Piazzi, dem Direktor der Sternwarte von Palermo, die Entdeckung des ersten Kleinplaneten Ceres. Die sich bald zeigenden Probleme bei der Identifikation und Evidenthaltung neuentdeckter Himmelskörper beschleunigten diese Anstrengungen zur Schaffung besserer Sternkarten.

## Spätere Forschungsziele
Im frühen 19. Jahrhundert begann auch die systematische Überwachung der Veränderlichen und „Neuen“ Sterne, organisiert vor allem seitens der deutschen Astronomen (siehe auch Argelander). Für die noch lange fortdauernde Messung genauer Sternörter, ähnlich wie die Planetoidensuche 1800 bis 1807, wurden verschiedene „Zonenprogramme“ organisiert und den einzelnen Sternwarten zur Bearbeitung zugeteilt. So entstanden hochqualitative Sternkataloge und Himmelsatlanten, auf die sich die künftigen Entdeckungen von Kleinplaneten und Kometen stützen konnten.
Aus der arbeitsteilig organisierten Himmelsüberwachung entwickelte sich um 1850 auch der Begriff der Durchmusterung und einige Nebelkataloge. Als bekanntester Sternkatalog des 19. Jahrhunderts wurde die Bonner Durchmusterung mit 300.000 Sternen in Angriff genommen, später ergänzt durch nach geografischer Breite organisierte Zonenunternehmen einiger südlicherer Sternwarten. Schon Ende des 18. Jahrhunderts war das Nebelverzeichnis des Messier-Katalogs zur rascheren Identifikation neuer Kometen entstanden, das von mehreren Astronomen – u. a. William Herschel bis 1802 – stark erweitert wurde.
Eine der Zach'schen Himmelspolizey ähnliche Organisation wurde um 1900 für die weitere Suche nach Kleinkörpern des Sonnensystems angestrebt, kam aber nur ansatzweise zum Tragen. Von den darin tätigen Astronomen sind insbesondere der Österreicher Johann Palisa und der Süddeutsche Max Wolf zu erwähnen. Ersterer organisierte (neben seinen 123 entdeckten Asteroiden) die systematische Bahnbestimmung der neuen oder wiederentdeckten Himmelskörper, letzterer führte die fotografischen Überwachungsmethoden in die Astronomie ein und konnte dadurch sogar über 200 Asteroiden entdecken.